# Otto Grahe

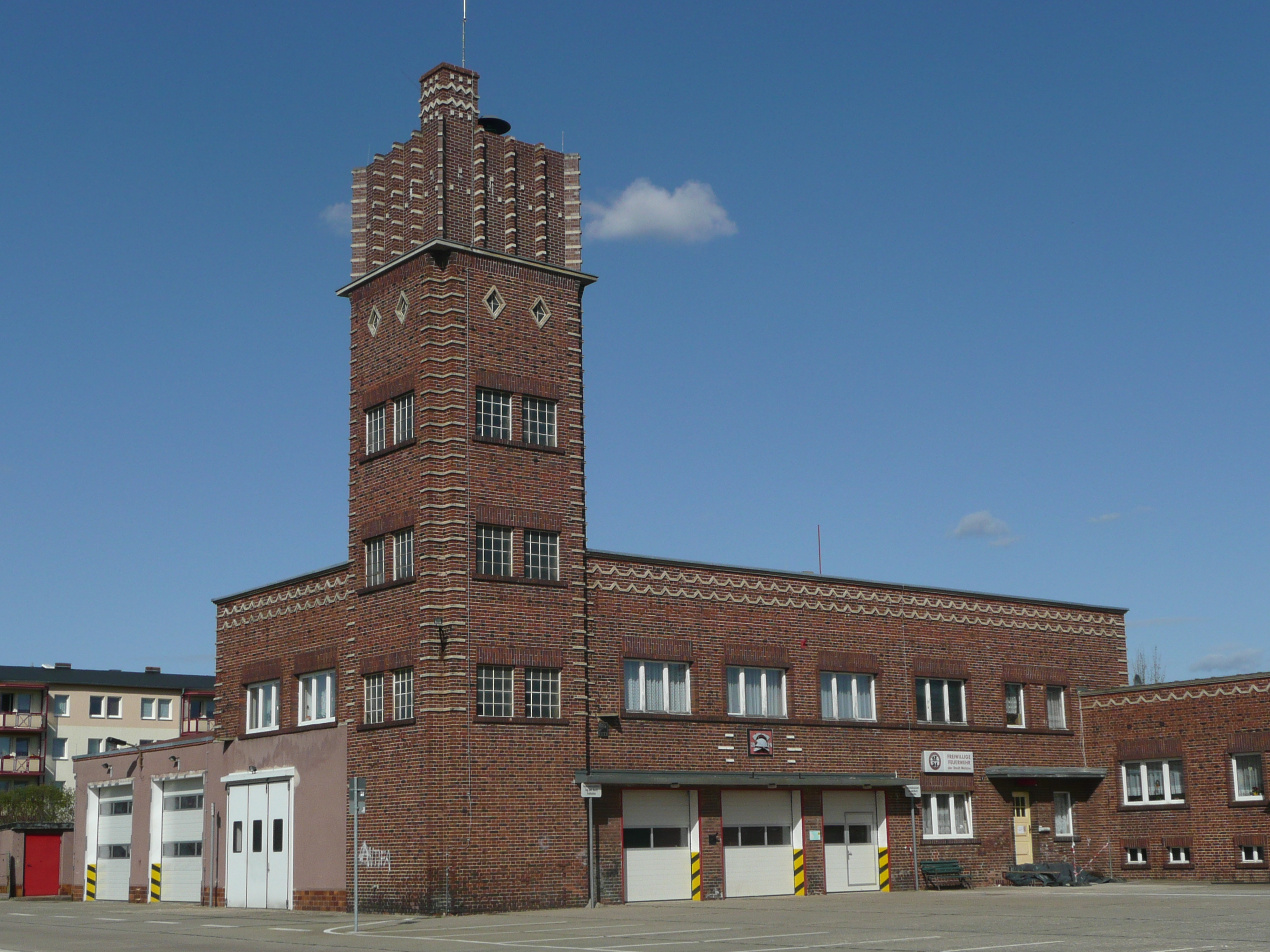
Städtisches Feuerwehrhaus in Welzow

Otto Grahe (* 29. Juli 1887 in Schöppenstedt; † 22. November 1963 in Hamburg) war ein deutscher Architekt.

## Leben

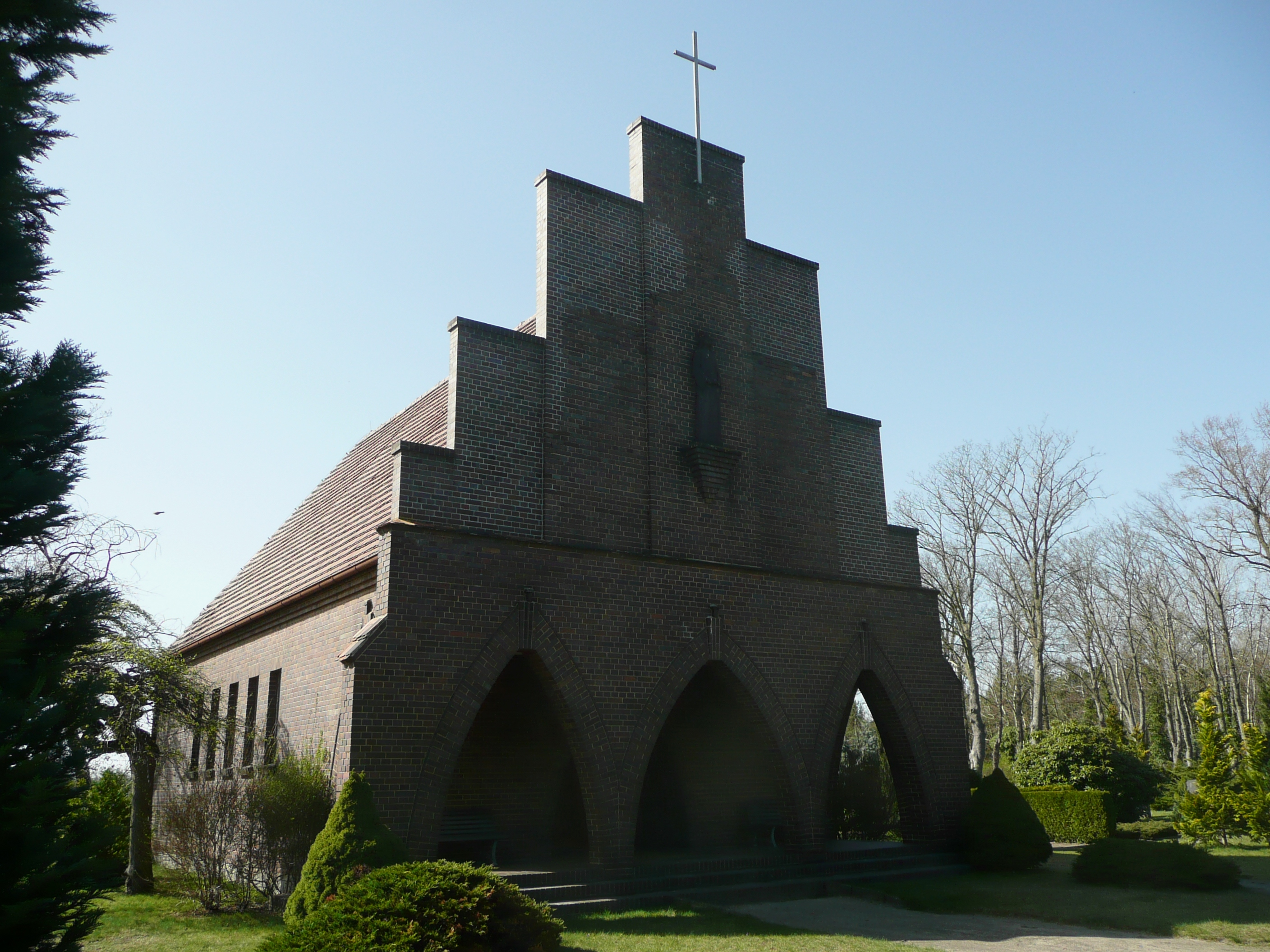
Friedhofskapelle auf dem Neuen Evangelischen Friedhof Welzow

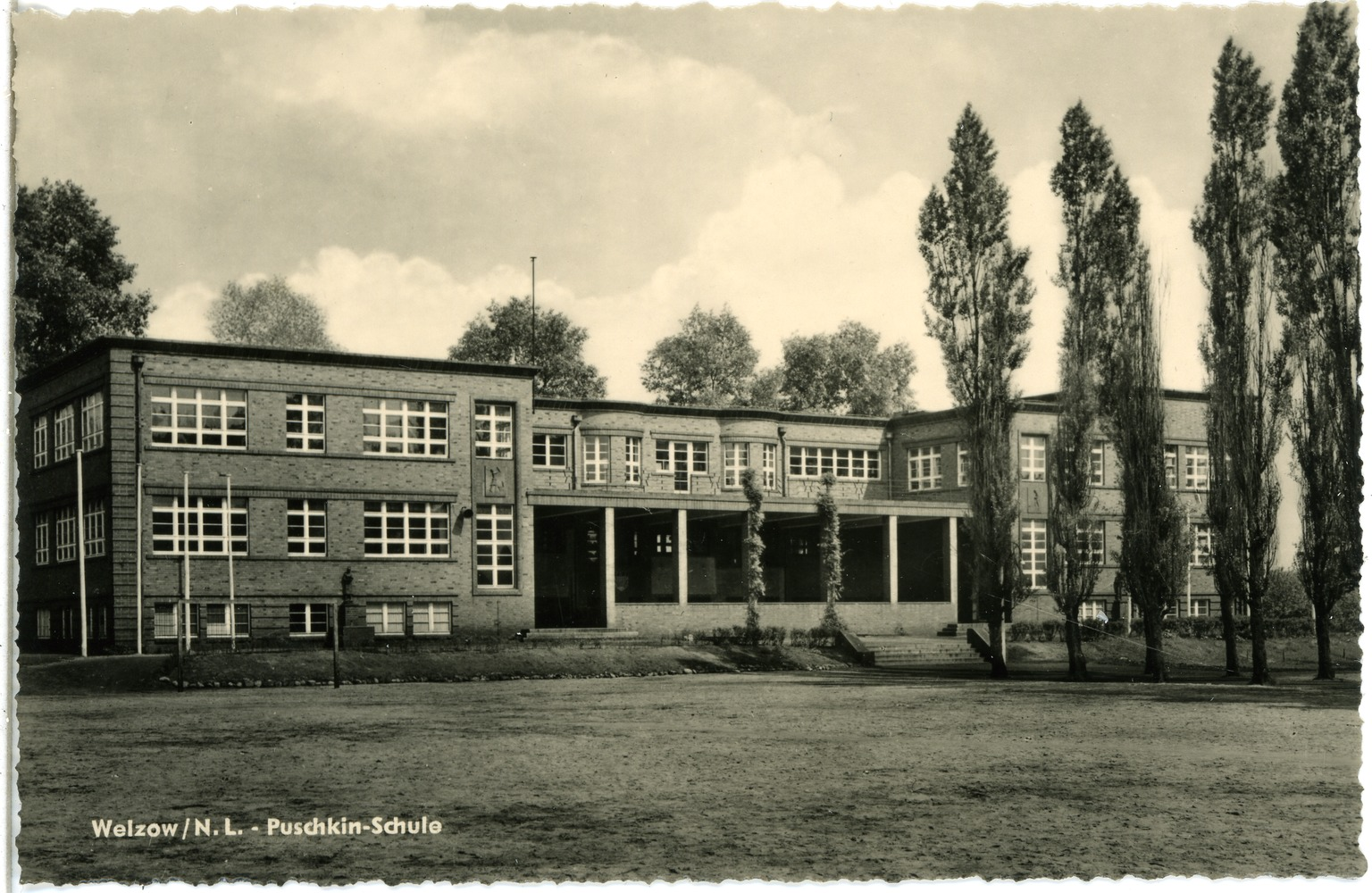
Puschkinschule in Welzow 1959, Ansichtskarte von Brück & Sohn

Nach seiner praktischen Ausbildung als Maurer absolvierte er eine Ausbildung an der Baugewerkschule in Buxtehude, arbeitete dann in Braunlage, Oschersleben und Beeskow. Im Jahr 1927 stellte der Gemeinderat in Welzow Otto Grahe als Gemeindebaumeister ein. Seine ersten wichtigen Aufgaben waren der Straßenbau und der Ausbau der Wasserleitungen.
„Schon auf den ersten Blick fällt die besondere Architektur des Otto Grahe ins Auge. Beispielhaft hierfür ist sein Wohnhaus (erbaut 1930) an der Ecke Berliner Straße / Cottbuser Straße. Eines seiner ersten verwirklichten Objekte war die Erweiterung für den Verwaltungsbau der Eintracht Braunkohlenwerke und Brikettfabriken AG zu Welzow („Eintracht“) im Sportlerweg. Das Bauwerk zählt durch seine stattliche Klinkerfassade zu den attraktivsten Gebäuden von Welzow. Der aus Kuben zusammengesetzte Gebäudekomplex des von Grahe entworfenen Feuerwehrhauses mit dem 23 m hohen Steigerturm dominiert den Marktplatz und wurde zum städtebaulichen Wahrzeichen von Welzow.“
In einer 1930 erschienenen Ausgabe der Fachzeitschrift „Bauwelt“ wurden das Welzower Feuerwehrhaus und ein Geschäftshaus in Chicago gemeinsam auf einer Seite als Beispiele moderner Baukunst genannt.
1928 wirkte Otto Grahe an den Entwürfen für das Werkfeuerwehrhaus mit Sanitätsstation der „Eintracht“ in der Fabrikstraße und an der Friedhofskapelle mit Leichenhalle mit. Die Puschkinschule in der Spremberger Straße und die Kapelle in der Friedhofstraße wurden 1932 von ihm entworfen und ausgeführt. Sein letztes Projekt war die zusammen mit der „Eintracht“ 1934 eröffnete Gemeindebadeanstalt, die nach verschiedenen Aufzeichnungen zu damaliger Zeit als eine der größten und schönsten Deutschlands galt.

## Bauten (in Welzow)
- 1928: Friedhofskapelle mit Leichenhalle, Friedhofstraße
- 1928: Werkfeuerwehrhaus mit Sanitätsstation der AG Eintracht, Fabrikstraße
- 1929: Städtisches Feuerwehrhaus mit Steigerturm
- vor 1930: Verwaltungssitz der AG Eintracht, später Kreis-Pflegeheim, Sportlerweg
- 1930: Wohnhaus des Architekten, Berliner Straße / Cottbuser Straße
- 1932: Puschkinschule
- 1934: Arzthaus, Dresdener Straße 1
- 1934: Gemeindebadeanstalt